# Joan Genescà i Llongueras
Joan Genescà i Llongueras (Terrassa, 1949) és un químic català establert a Mèxic.
Va fer els primers estudis a l'Escola Municipal Soler i Palet i a l'Acadèmia de Cultura Pràctica de Terrassa. El 1976 es va graduar en enginyeria química a l'Institut Químic de Sarrià amb una tesi sobre el mecanisme i cinètica anòdica del pal·ladi en el medi aquós. De 1977 a 1980 fou professor ajudant el departament de Cristal·lografia i Mineralogia de la Universitat Autònoma de Barcelona.
El 1980 fou contractat com a professor visitant de la Facultat de Química de la Universitat Nacional Autònoma de Mèxic (UNAM), on va posar en funcionament el Laboratori d'Electroquímica. El 1982 es va casar i va fixar la seva residència definitivament a Mèxic, on va entrar a formar part del Departament d'Enginyeria Metal·lúrgica de la UNAM, on també va fundar el Laboratori de Corrosió amb Javier Ávila Mendoza el 1983. També col·labora activament amb la Comunitat Catalana de Mèxic i amb les activitats culturals de l'Orfeó Català de Mèxic.
El 1985 va dissenyar la diplomatura de Corrosió i Protecció de la UNAM, on ha format nombrosos professionals del sector petrolier (PEMEX) i de l'electricitat de Mèxic. Junt amb Javier Ávila ha treballat en el desenvolupament de nous ànodes galvànics d'alumini per a la protecció d'estructures submarines, així com la millora de l'eficiència d'ànodes de magnesi per a estructures enterrades. Juntament amb dos investigadors de l'Institut de Recerques Elèctriques i de la Universitat Autònoma de San Luis Potosí, en 1988 va elaborar el Mapa iberoamericà de Corrosivitat Atmosfèrica, afavorit pel Programa Iberoamericà de Ciència i Tecnologia per al Desenvolupament. El 1994 fou nomenat consultor en corrosió de l'Organització Panamericana de Salut.
El 2004 fou nomenat avaluador de convocatòries de l'Agència de Gestió d'Ajuts Universitaris i de Recerca de la Generalitat de Catalunya. Des de 1977 és membre de la Societat Catalana de Química, dins la Secció de Ciència de l'Institut d'Estudis Catalans. El 2005 va rebre el Premi Universidad Nacional de la UNAM.

## Obres
- Más allá de la herrumbre (3 volums, Fondo de Cultura Económica)
- Termodinámica y cinética de la corrosión
- Corrosividad atmosférica
- Infraestructura de concreto armado: deterioro y opciones de preservación
- Corrosión y protección de metales en las atmósferas de Iberoamérica
- Técnicas electroquímicas para el control y estudio de la corrosión